# Титаник
РМС Титаник познат и као  СС Титаник (енгл. RMS Titanic; SS Titanic) био је британски прекоокеански брод за превоз путника и поште у власништву компаније Вајт Стар Лајн. Брод је потонуо у северном делу Атлантског океана, 15. априла 1912. године, након удара у санту леда током свог првог путовања од Саутемптона у Енглеској до Њујорка у Сједињеним Америчким Државама. Процењује се да је на броду било 2.224 путника и посаде, и да је око 1.500 њих погинуло, што га чини најсмртоноснијим потонућем једног брода до тада. Катастрофа је привукла пажњу јавности, подстакла велике промене у прописима о поморској безбедности и инспирисала настанак многих уметничка дела.
РМС Титаник је био највећи брод у време када је ушао у службу и други од три прекоокеанска брода класе Олимпик изграђена за компанију Вајт Стар Лајн. Изградио га је бродоградитељска компанија Харланд и Волф у Белфасту. Томас Ендруз млађи, главни поморски архитекта бродоградилишта, погинуо је у катастрофи. Титаник је био под командом капетана Едварда Џона Смита, који је такође потонуо са бродом. Океански брод је на свом првом путовању превозио неке од најбогатијих људи на свету, као и стотине емиграната са Британских острва, Скандинавије и других места широм Европе, који су тражили нове животне прилике у Сједињеним Америчким Државама и Канади.
Брод је био познат по свом луксузу. Смештај је био дизајниран тако да буде врхунац удобности са раскошним кабинама и фискултурном салом, базеном, собама за пушаче, врхунским ресторанима и кафићима, турским купатилом и другим просторијама. Кабине и јавни простори били су подељени у три класе. Радиотелеграфски предајник велике снаге био је на располагању за слање путничких „маркограма” и за оперативну употребу брода. Титаник је имао напредне безбедносне карактеристике, као што су водонепропусни одељци и водонепропусна врата са даљинским активирањем, што је допринело њеној репутацији као „непотопиве”.
Титаник је био опремљен са 16 носача за спуштање чамаца, од којих је сваки могао да спусти три чамца за спасавање, што чини укупно 48 чамаца. Упркос овом капацитету, брод је био опремљен само са 20 чамаца за спасавање и то 14 обичних чамаца, два кутера и четири collapsible чамаца, а њихова употреба се показала ограничена током потонућа. Заједно, 20 чамаца за спасавање могло је да прими 1.178 људи. што је око половине броја путника на броду и једну трећину броја путника које је брод могао да превезе пуним капацитетом. То је било у складу са прописима о поморској безбедности тог доба. Прописи Британског трговинског одбора захтевали су 14 чамаца за спасавање за брод од 10.000 тона. Титаник је тежио шест тона више, што је омогућило 338 додатних места у чамцима за спасавање. Када је брод потонуо, спуштени чамци за спасавање били су напуњени у просеку само до 60%.
Два сата након што је Титаник потонуо, РМС Карпатија је дошла на место несреће и почела са спасавањем преживелих у току неколико наредних часова. У 08.50 часова, Карпатија је запловила пут Њујорка где је пристигла током вечери 18. априла 1912. године под јаком кишом.
Био је крај ере о идеји да по богаству које се користило на бродовима могло да иде, и да већина треће класе није успело да преживи потонуће. Од укупно 709 путника, само је 528 преминуло из треће класе. 166 из друге и 123 из прве.
Олупине брода су 1. септембра 1985. године пронашли Жан-Луис Михел и Роберт Балард. Постоје тврдње да су остаци брода пронађени 1982. године, а да је то 1985. објављено. Мада, те тврдње нису потпуно тачнe, сем ситних који су били скупљени са плаже Халифакса, док су крупнији и тешки били подигнути након истраживања олупине. Током тог периода, Америчка морнарица је желела да унапреди технологију како би Балард могао да нађе руске подморнице Трешер и Шкорпион које су биле удаљене од Титаника. Након упешне мисије, 1984. године, Америчка морнарица је одобрила Баларду да може одради оно што жели: да нађе олупину Титаника.
У Јулу 1985. заједно са француским тимом из Француског института за експлоатацију мора на истраживачком броду Le Suroit, који је имао напреднији сонарски систем САР, Жан Луис Михел и Балард су кренули у потрагу за олупином Титаника.

## Назив брода и позадина настанка
Почетком XX века на тржишту трансатлантског транспорта била је жестока конкуренција између главних транспортних шпедиција тог времена, компанија Кјунард лајна и Вајт стар лајна. Обе су били британске компаније, али је 1902. године компанију Вајт Стар Лајн купио амерички финансијски магнат, власник труста ИММа, Џон Пирпант Морган, са намером да монополизује трансатлантске бродске руте, елиминише конкуренцију и постигне заједничких стандарде трошкова превоза путника и терета. Џозеф Брус Исмеј, финансијер и син оснивача компаније, учествовао је у продаји Вајт Стар Лајна, Џ. П. Моргану и остао са новим власником као генерални директор и извршни директор компаније. Кунард лајн је био под утицајем британског адмиралитета. Године 1907. године Кунард лајн пушта у рад бродове близанце са парном турбином Лузитанија и Мавретанија. То су били највећи бродови на свету у то време. Поред тога, успели су да развију брзину до 25 чворова (46 км/х), што им је омогућило да пређу Атлантски океан за само 5 дана.
Вајт Стар Лајн се суочавао са све већим изазовом својих главних ривала, Кунард лајна, која је, уз помоћ Краљевске морнарице, недавно поринула бродове близанце Лузитанија и Мавретанија, најбрже путничке бродове у служби и немачких компанија Хамбург Америка и Норддојчер Лојд. Појава великих, брзих и поузданих лајнера код главног конкурента негативно се одразила на профит Вајт Стар Лајна. Идеја за нову класу бродова настала је током расправе средином 1907. године, између председника компаније Вајт Стар Лајн, Џозефа Бруса Исмеја, и америчког финансијера Џона Пирпанта Моргана старијег, који је контролисао Међународну трговинску морску организацију (ИММ), матичну корпорацију Вајт Стар Лајна. Исмеј је више волео да се такмичи у величини него брзини и предложио је да се наручи нова класа брода која би била већа од било чега што је раније изграђено, који би се такође истицали по удобности и луксузу. Вајт Стар Лајн тражио је надоградњу своје флоте првенствено као реакцију на Кунардове бродове, али и у циљу ојачања позиције на линији Саутемптон–Шербур–Њујорк која је инаугурисана 1907. године.
Нови бродови би имали довољну брзину за одржавање недељни сервис са само три брода уместо првобитна четири. Тако би Олимпик и Титаник заменили РМС Тутоник из 1889, РМС Мајестик из 1890, као и РМС Адриатик из 1907. године. РМС Океаник је први пут кренуо из своје нове матичне луке у јуну 1907. Његови саиграчи на линији Саутемптон-Њујорк били су Тутоник, Мајестик, и нови Адриатик. Мајестик је обновио своју стару позицију у њујоршкој служби Вајт Стар Лајна након губитка Титаника.
Изграђен у Белфасту, у Ирској, у тадашњем Уједињеном Краљевству Велике Британије и Ирске, РМС Титаник је био други од три прекоокеанска брода класе Олимпик. Први брод је био РМС Олимпик, а последњи брод у класи био је ХМХС Британик. То су били далеко највећи бродови у флоти британске бродарске компаније Вајт Стар Лајн, која се 1912. године састојала од 29 пароброда и тендера. 
Име Титаник потиче из грчке митологије од Титана, предолимпских богова. Иако је Титаник првенствено био путнички брод, превозио је и знатну количину терета. Ознака РМС у називу је привременог карактера и означавала је да је реч о Краљевском поштанском броду (РМС је енглески акроним за Royal Mail Ship), указујући на то да преноси пошту по уговору са Краљевском поштом. Ознака СС означавала је да је Титаник вијчани пароброд односно шрафски пароброд којег покреће парна машина користећи један или више пропелера.
Бродове је конструисао бродоградилиште Харланд и Волф из Белфаста, који је имао дугогодишње пословне односе са компанијом Вајт Стар Лајн још од 1867. године. Харланд и Волф су добили велику слободу у дизајнирању бродова за Вајт Стар Лајн. Уобичајени приступ је био да Вилхелм Волф скицира општи концепт, који би Едвард Џејмс Харланд претворио у дизајн брода. Разматрање трошкова било је релативно ниског приоритета. Харланд и Волф је био овлашћен да потроши „онолико колико је потребно” на бродове, плус пет одсто профитне марже. У случају бродова класе Олимпик, договорен је трошак од 3 милиона фунти (приближно 310 милиона фунти у 2019) за прва два брода плус „додаци за уговор“ и уобичајена накнада од пет одсто.
Харланд и Волф су ангажовали своје водеће дизајнере да раде на пројектовању пловила класе Олимпик. Дизајн је надгледао директор обе компаније (Харланд и Волф и Вајт Стар Лајн), поморски архитекта Томас Ендруз, генерални директор Харланд и Волфовог одељења за дизајн; Едвард Вилдинг, Томасов заменик и одговоран за прорачун дизајна, стабилности и трима брода; и Александер Карлајл, главни цртач и генерални директор бродоградилишта. Карлајлове одговорности укључивале су декорације, опрему и све опште аранжмане, укључујући имплементацију ефикасног дизајна чамца за спашавање.
Харланд и Волф су 29. јула 1908. представили цртеже Џозефу Брусу Исмеју и другим руководиоцима Вајт Стар Лајн. Пројектни цртежи су имали 411 засебних докумената. Исмеј је одобрио пројекат и два дана касније потписао три „писма споразума”, којима је овластио почетак изградње. У том тренутку, први брод — који је касније постао Олимпик — није имао име, али се помињао једноставно као „Број 400“, пошто је то био четиристоти труп компаније Харланд и Волф. Титаник је заснован на ревидираној верзији истог дизајна и добио је број 401. Према плану бродарске компаније, први је требало да буде пуштен у рад пароброд Олимпик, а после 10 месеци и Титаник.

## Потонуће
13.45 - Упозорења о леденим бреговима
У недељу увече, 14. априла, температура се спустила близу нуле, а океан је био веома миран. Други официр Чарлс Лајтолер касније је написао да је то вече „море било као стакло“. Није било месечине, али је небо било ведро. Капетан Едвард Смит, вероватно због упозорења о леденим бреговима, који су примљени протеклих дана, променио је курс Титаника за око 18 km јужно у односу на уобичајену маршруту брода. Тог дана у 13.45, порука са пароброда СС Америка упозоравала је на велике санте леда јужно од Титаникове руте, али је упозорење било упућено у УСН хидрографску канцеларију и није никада достављено кабини брода. Упозорења су стизала током целог дана, али су била уобичајена за то доба године. Касније те вечери, око 21.30, телеграфски оператери Џек Филипс и Харолд Брајд примили су још један извештај о бројним, великим леденим бреговима, овога пута са брода Месаба, али ни овај извештај није стигао до кабине. Иако су упозорења и даље пристизала, није било оперативних или безбедносних разлога да брод промени курс. Титаник је имао три групе по два осматрача који су се мењали на свака два сата, и било које друге вечери скоро је извесно да би видели ледени брег на време. Ипак, у ноћи 14. априла поклопило се неколико фаталних фактора: без месеца и ветра, уз тамну страну брега која је била окренута према броду, осматрачи су били беспомоћни. Да су угледали санту десетак секунди раније, или чак касније, несрећа би вероватно била избегнута. Чак и да је брод ударио директно у ледени брег, претпоставља се да не би потонуо. Али, као што је Лајтолер рекао пред америчким истражитељима, „те вечери је све било против нас“.
23.39 - „Ледени брег, право напред!"
У 23.39, пловећи јужно од Њуфаундленда, осматрачи Фредерик Флит и Региналд Ли угледали су велики ледени брег право испред брода. Флит је три пута позвонио бродским звоном и телефонирао у кабину. Шести официр Муди се јавио.
Флит: Јесте ли ту!?
Муди: Да, шта видите?
Флит: Ледени брег, право напред!
Муди: Хвала вам.
Муди је истог тренутка обавестио првог официра Мердока о позиву. Мердок (који је у том тренутку већ видео брег) наредио је потпуни заокрет налево, пуном брзином уназад, што је променило правац у ком су мотори окретали спољашње пропелере (турбине које су покретале централни пропелер нису могле да промене правац). Десна страна брода сударила се са брегом 37 секунди након што је брег примећен, цепајући бродско корито на неколико места и потискујући закивке испод нивоа воде, правећи укупно шест пукотина у првих пет водоотпорних одељака. Пети одељак притом је оштећен за свега четири метра. Након судара, Мердок је наредио окретање кормила крајње удесно, што је занело Титаник тако да је крма заобишла санту. Водоотпорна врата које деле преграде у потпалубљу одмах су спуштена, али је вода почела да пуни првих пет одељака - један више него што је Титаник могао да издржи на води. Капетан Смит, изненађен јачином удара, дотрчао је у кабину и наредио да се „све угаси“. Након инспекције коју су извршили бродски столар Џ. Хатчинсон и конструктор Титаника Томас Ендруз, било је јасно да ће брод потонути. У 00.30, око 50 минута након судара, Капетан Смит је наредио да се чамци за спасавање припреме за укрцавање. 15 минута касније четврти официр Јозеф Боксхол испалио је прву ракету за помоћ.
00.45 - Спуштен први чамац за спасавање
Први чамац за спасавање, број 7, спуштен је са десне стране брода нешто после 00.45, са свега 28 људи, иако је могао да прими 65. Титаник је имао 20 чамаца за спасавање са укупним капацитетом од 1.178 људи. Сматра се да је на броду те вечери налазило 2.208 путника и чланова посаде мада тачан број путника на броду није познат ни данас.
00.45 — 01:55 - Евакуација и хаос
Евакуација је почела са чамцима на предњој страни брода. На чамцу број 6, који је поринут у 00.55, налазила се Маргарет Браун, коју ће касније историја запамтити као „Непотопива Моли“ због жеље и залагања да спаси дављенике. Када је евакуација почела капетан је наредио да жене и деца имају предност у укрцавању на чамце по обичајном праву, које иначе нема основу у поморском праву. Ово правило није исто схваћено − официр Мердок, који је руководио спуштањем чамаца са десног бока Титаника, давао је предност женама и деци да се укрцају први, па онда да поједини мушкарци попуне преостала места ако нема никога. Са друге стране, официр Лајтолер је на левом боку брода стриктно пуштао само жене и децу са појединим изузецима. Лајтолер је једва ком мушкарцу дао да се укрца на неки чамац. 
Један од главних проблема је био тај што посада није имала пуно искуства у евакуацији. Раније у Белфасту, чамци су били тестирани до пуног капацитета што је доказало њихову безбедност. Томас Ендруз је намеравао да намести додатне кранове за чамце, али његови колеге су одустали од ове замисли. Штавише, 14. априла ујутру је требало одржати вежбу евакуације која се на крају из непознатих разлога није ни десила. Са друге стране, путници на Титанику ни даље нису били свесни шта се заиста догађа и зато су многи одлучили да остану на наизглед безбедном али тонућем броду, уместо да буду у малом чамцу. Управо зато је дошло до проблема да чамци напуштају брод са мање путника него што су могли заиста да приме. Овај проблем је био уочљив нарочито на првим чамцима који су отпловили. На пример, чамац број 5 је напустио брод са 41 путником, број 3 са 32, број 8 са 39, а чамац број 1 је од могућих 40 путника имао само 12. Евакуација сама по себи уопште није ишла глатко и долазило је до разних проблема, а на жалост и повреда. 
Озбиљност ситуације је постала очигледна тек око 01.20 ујутру. Котларнице су почеле да иду под воду и да пропадају, а многи путници треће класе који су одседали у собама на палубама G, F и E тек су тада схватили шта се дешава. Официри настављају да пале ракете за позив у помоћ док Џек Филипс и Харолд Брајд на телекомуникацијама испробавају позиве за помоћ, SOS и CQD. Једини најближи брод који је могао да их спаси била је РМС Карпатија, али с обзиром на то да је била знатно спорија од Титаника стигла би тек за четири сата. Много ближи брод је био СС Калифорнијан, један од бродова који је Титанику слао упозорења на ледене санте. Међутим, неко време пре судара, посада Калифорнијана је искључила своје телекомуникације и није била у стању да помогне.
Урбани митови и популарна култура шире информацију да је велика смртност треће класе у току потонућа била условљена многим капијама које су одвајале пролазе у друге класе (али и с покушајем да се спрече разне болести).Бар на неким местима, деловало је да је посада Титаника активно отежала бекство путника треће класе. Међутим, на плановима Олимпика и Титаника није било никаквих гвоздених капија чија је намена била да направи препреке. У ствари, једино је САД имала потребу да направи овакву дистинкцију како би се емигранти, за разлику од осталих путника, искрцали на острву Елис. Многе капије су у ствари остале широм отворене. Ипак, на крају је преживела само једна трећина треће класе, а до компликација су довели замршени ходници, страх, општи метеж али и језички диверзитет; знаци су били на енглеском језику, па већи део миграната није ни знао како да се снађе.
У 01.30, Титаников угао над водом почиње да расте. Долази до још потешкоћа, наиме, јер вода слободно почне да поплављује Скотланд роуд, најдужи ходник на Титанику на Е палуби са леве стране. Зато је Титаник почео благо да се нагиње на леви бок. У ово време, Титаников електрични систем полако посустаје и шаљу се последње читљиве поруке. Са друге стране, преостали чамци се попуњавају са што више људи. Чамац број 11 је поринут са пет људи више од предложеног капацитета, и скоро је потонуо због водене пумпе када је био спуштен у воду. Чамац број 13 је успео да избегне ово, али га је сила пумпе погурала испод чамца број 15 који су официри у том тренутку спуштали. Катастрофа је на крају избегнута. На левом боку, пети официр Харолд Лоу преузме команду над чамцем број 14, притом пуцајући у ваздух како би отерао групу људи која је покушала да се пробије. На чамац број 16 се укрцала стјуардеса Виолета Џесоп, која ће касније преживети слично искуство на Британику 21. новембра 1916. године.
Предња палуба брода је сада била доста напуштена, а већи део људи који су и даље били на броду су побегли на крму. Склопиви чамац C је поринут у воду са десног бока, на коме је био шеф катедре Вајт Стар Лајна, Брус Исмеј, кога ће друштво касније прогласити кукавицом. 
Једна од водећих прича за време потонућа Титаника је да је бенд, чији је вођа био Валас Хартли, почео да свира Nearer, My God, to Thee, католички тропар који приказује сан Јакова у Старом завету. Међутим, ово делује да је дубиозно јер се не слажу сви преживели да је бенд свирао ову песму, а од њега се очекује да у сваком тренутку свира неку угодну мелодију како не би проузроковао панику. Око 02.05, бива поринут последњи чамац са спасавање, склопиви чамац D, док посада покушава да спусти склопиве чамце A и B са крова командног моста. На Титанику и даље остаје око 1.500 људи.
02.15 — 02.20 - Последњи тренуци
У 02.15 Титаников угао над водом почиње да расте све више пошто долази до поплаве до тада празних делова у броду. Пораст угла је довео и до бржег тоњења, чији је најгори ефекат био на предњем делу. Склопиви чамац А је био благо поплављен, а чамац B се преврнуо. Од битних људи, овде су успели да преживе пуковник Арчибалд Грејси, Брајд и Лајтолер, али официри Мердок и Хенри Вајлд су страдали.
Долази и до физичког напрезања целог брода. Први димњак се срушио под сопственом тежином и право у воду, једва промашивши Лајтолера, стварајући талас воде. Путници који су се налазили у даљим чамцима тешко су могли да опишу овај тренутак и могли су само да гледају како се 1.500 људи гура и преклиње за помоћ да преживе. Преживели као што су Лоренс Бизли и Џек Тајер су описали јаке звуке који су подсећали на експлозије, на шта су многи посумњали да потиче од котлова који су почели да пуцају. Према њиховим налозима, крма Титаника се дигнула увис до угла између 30 и 45 степени.
Неколико тренутака касније, светла на броду су затреперила једанпут и онда трајно отказала, уронивши Титаник у таму након многих покушаја механичара на броду да одрже струју у функцији. Џек Тајер је пред истражитељима описао да је видео „групе међу хиљаду и петсто људи на палуби како се гурају и држе у гомилама као пчеле у роју да би на крају пали у гомилама, паровима или један по један док се двеста педесет стопа велике позадине брода дизало увис.“
Оно што се десило касније имало је физичког објашњења. Титаник је сада био изложен екстремним силама које су деловале у супротним правцима. Поплављен прамац је вукао брод наниже, а крма пуна ваздуха га је одржавала на површини. Дејство ове две силе је имало центар у трупу брода који није изграђен да би издржао такав притисак. Недуго након што је брод изгубио струју, преломио се на два дела. Ово је био предмет дискусије у каснијим истраживањима. Неки преживели, као што је Арчибалд Грејси, били су сигурни да је брод потонуо у једном комаду, док су многи остали изјавили да се преломио. Када је олупину Титаника открио Роберт Балард 1985. године он је установио да су мотори, као и многи котлови, остали на својим местима. Према томе, „велика бука“ коју су описали преживели био је прелом брода.
Једино што је држало два дела у овом тренутку била је кобилица брода, услед чега је неколико пута тежи прамац повукао крму увис. И кобилица је ускоро попустила па је прамац почео да тоне ка дну Атлантика. Крма почиње да тоне и исправи се тако да је готово под правим углом у односу на површину воде. Крма је потонула и нестала из видика око 02.20, два сата и двадесет минута након судара са леденим брегом. Броду је било потребно око пет минута да потоне, остављајући за собом пуно комада и остатака. Док је олупина прамца остала цела, крма је и даље у себи имала нешто ваздуха док је потонула, због чега је праснула и зато је сад њена олупина у најгорем стању.
02.20 — 04.10 - Путници и посада у води
Одмах након што је Титаник потонуо, на стотине путника и посаде остали су да умиру у хладном мору окружени остацима брода – дрво, метал и разни намештај који су ракетирали ка површини док се Титаник распадао при спуштању до дна Атлантика. Путници у чамцима око себе су били ужаснути да чују вриске људи који су запомагали. Професор Лоренс Бизли који је преживео потонуће је изјавио у једном истраживању да му је то звучало као „свако могуће осећање људског страха, очаја, агоније, страшне кивности и благог беса измешано са бескрајним изненађењем“. Џек Тајер је изјавио да су га звуци подсећали на рој зрикаваца летње ноћи. Бизли је изјавио да су ови звуци били прилично неочекивани и да нико у чамцима не би могао да побегне од тих паралишућих врисака.
С температуром од –2 °C, вода је била смртоносно хладна, доводећи до смрти за свега 15 или 30 минута. Разлог није била једино хипотермија, што је често веровање у причама о катастрофи. Неки су се, наиме, и удавили, а остали су пострадали од срчаних напада чије је јављање олакшало смрзавање у леденој води. Двадесетак минута касније, врисци су почели да се стишавају јер су жртве у води полако губиле свест и умирале. Неки преживели путници су изјавили чак да врисак људи у помоћ није било најтеже поднети, него тишину која је потом уследила. У околини, осамнаест чамаца од којих је већина имала празна места су плутали док су њихови укрцани дебатирали шта би требало урадити. Једини чамац који је успео да се врати до места потонућа са позитивним резултатима био је чамац број 14, којим је управљао Харолд Лоу. Он је успео да извуче четворицу мушкараца из воде од којих је један касније подлегао смрзавању.
Треба такође поменути и чамац број 6, у коме је дошло до озбиљне свађе између Маргарет Браун и интенданта Роберта Хиченса (који се у време судара са леденим брегом налазио за кормилом), који је одбио да се врате од страха да ће их људи потопити. Ово Браун није уплашило и храбро је убедила остале жене у чамцу да веслају ка месту несреће упркос Хиченсовим увредама и викању. Браун је на крају запретила да ће га избацити из чамца, после чега је он ућутао видевши да не може да заустави ову мотивацију. Чамац број 6, на жалост, није наишао на преживеле.
У чамцу број 1 је дошло до ситуације која је у култури постала прилично контроверзна. Према неким налозима, Козмо Даф-Гордон и његова жена Луси су наводно подмитили остале људе на чамцу (од којих су већина били чланови посаде) како се не би вратили да помогну. Међутим, касније на истрагама које су спровели британска влада и амерички сенат, они су изјавили да су били свесни колико је људима у чамцу била потребна подршка након што су изгубили доста својих ствари, док су богаташи лако могли да надокнаде оно што је изгубљено. Тако је Даф-Гордон по доласку на Карпатију дао сваком члану посаде по пет фунти као надокнаду за одећу и остале потрепштине.
Људи у осталим чамцима нису имали шта друго да раде осим да чекају шта год је било следеће. Једини који су знали да помоћ заиста стиже били су други официр Лајтолер и телеграфски оператер Харолд Брајд, чији колега Филипс није преживео. Није било ни хране ни воде у чамцима, већина није имала ни светла, а ваздух је био ужасно хладан. Ситуација је била нарочито лоша на склопивом чамцу B, кога је одржавао на површини ваздушни џеп у преврнутом трупу. Људи су у суштини почели да губе наду.
Спасавање и полазак
РМС Карпатија је коначно стигла на место несреће 15. априла 1912. око 03.30 сати ујутро, када су путници у чамцима уочили њена светла. Ово их је јако усрећило иако је било потребно још четири сата да се сви пребаце са чамаца на Карпатију. Људи из склопивих чамаца А и B су пребачени у друге чамце. Очевици су изјавили да се Карпатија налазила усред леденог поља (чак двадесетак висине 60 метара). Први чамац са ког су се људи искрцали био је број 2, око 04.10 сати. Последњи чамац, број 12, покупљен је око 08.30. Око 09.15, бродови Маунт Темпл и Калифорнијан стигли су на сцену сувише касно да би спасили било кога. Карпатија, која је у то време ишла маршрутом Њујорк—Ријека, није имала довољно болничких залиха за преживеле, па је капетан Артур Рострон наредио да пребаце преживеле у Њујорк где ће добити исправну негу. 18. априла 1912. око 21:15 увече, Карпатија са преживелима, је стигла у Њујорк. За своје учешће у спашавању настрадалих са брода Титаник, посада Карпатије је била награђена медаљама. Чланови посаде су добили бронзане медаље, бродски официри су добили сребрне медаље а капетан Рострон је добио сребрни бокал и златну медаљу, које им је предала позната америчка уметница Моли Браун. Капетан Рострон је касније чак био позван у Белу кућу од стране тадашњег председника САД Вилијама Тафта, где му је предата Конгресна златна медаља, највеће могуће признање које је конгрес могао да му додели. 
Међу преживелима био је и Србин из Лике Никола Лулић.

## Проналажење олупине Титаника[11][12]
Након потонућа Титаника и током америчке и енглеске истраге, постављено је питање да ли се брод преполовио пре него што је крма нестала са површине или, да ли је цео потонуо. Мада, четворо преживели су током истраге рекли да је брод потонуо, попут Другог официра Чарлса Лајтолера, пуковника Арчибалда Гресија и Лавренце Бислија, a шездесетпеторо је оних, који нису знали да ли је потонуо цео или се преполовио и тринаесторо који су рекли да се преполовио.
Током 1912, 50-тих и 60-тих, многи пројектанти су покушали да нађу олупину користећи тадашњи положај 41°46N 50°14W који је записао Џозеф Боксал и без успеха. 1912. године, Компанија Мерит и Чапман Дерек анд Врекинг, коју су спонзорисали породница Гугенхим, Асторс и Вајденерс, су отпустили пројекат јер њихова опрема није била од користи за такву дубину. 1914. Чарлес Смит је предложио да пошаље подморницу са електромагнетима како би могла да се ухвати за олупину брода. Након тога, привезати брод са кабловима на чекрк који су намештени на барже, па да издигне брод. Проценио је да за тај посао би требало 162 људи и цена за пројекат би коштала 1,5 милиона долара. Међутим, та идеја је отпала.
Од 1953. до 1954. Британска морнарица је преко компаније Риздон Бизли (енгл. Rizdon Beazley) покушала да нађе олумпину помоћу експлозива. Али, идеја је отпала. Крајем 60-тих, компанија Titanic Salvage Company, коју су финансирали немачки привредници, је покушала да закачи 200 плута користећи батискафе и да са струјним ударом, избаце хидроген из воде. О овој идеји се није више чуло.
Крајем 70-тих, идеје за проналазак и дизање олумпине се наставило. 1977. године су Alcoa Aluminium / Woods Hole Oceanic Expedition са Роберт Балардом на челу, покушали да нађу олумпину са тад унапређеном технологијом и опремом. Пројекат није успео, јер је теам на крају потпуно изгубио нову опрему. Али, Балард није одустао јер је тек 1978. године, се удружио са компанијом Seasonics International и са оснивачем Titanic Historical Society, Вилијам Х. Тантум 4, фотографом Емори Кристофом и продуцентом Алан Равенскрофтом. Али на крају, нису имали довољно новчаног средства да изграде машине које би могле да издрже такву дубину и како би могли да сниме олупину, па су одустали од пројекта. Исте те године су Волт Дизни и Национална Географија Магазин су покушали да сниме филм са подмогницом Алуминаут коју је произвела Alchoa. Али су дустали су од тог пројекта, јер нису имали довољно новчаног средства. На крају 70-тих, Seawise Titanic Salvage, је 1979. планирала да крене експедицију до олупине током лети наредне године. Током планирања тим иза тог пројекта је скупљао новац уз подршку Сир Џејмса Голдсмита, власника магазина Сад! (eнг. Now!). Али скупљен новац је падао и пројекат је напуштен.
Следеће три експедиције током почетка 80-тих, у којима су биле удружене компанијe Titanic 1980 Inc, Sripps Institute of Oceanography и Lawont-Doherty Earth Observatory. Ниједна експедиција није била успешна.
Све претходне експедиције нису биле успешне, али то ће се тек променити 1. јула до 9. септембра 1985. године. Роберт Балард, након успешне мисије да пронађе руске подморнице Шкорпион и Трешер, је са француским тимом Жан Луис Михелом, Жан Џаријем, Ралф Вајтом и Емори Кристофом из Француског инситута за експлоатацију мора на су кренули у проналажење олумпине са истраживачком бродо, Le Suroit који је имао напреднији сонарски систем САР. Током мисије, тим је нашао котао брода што је показао знак да је олупина у близини. Напокон, 1. септембра 1985. пред светлима подморнице се појавио челични труп предњег дела брода.
1986. Балард је поново посетио олупину са бродом Атлантик 2 и подморницом Алвин из које је могао да контролише робот Rov Jason Jr.
Дана 21. октобра 1987. председник Роналд Реаган је потписао рачун у којој је обележио олупину Титаника поморски споменик.
Након тога, остале компаније попут, Titanic Ventures је кренула на мисију за вађење артифакта. French Expedition 1987. и 1989. представља артифакте, који су донети из претходне експеди ције са Балардом, уживо у Паризу.
Тим из компаније Titanic in А New Light су 1991. снимили олупину са IMAX-ом.
Током периода од 1991. и 1992. Скандинавијска експедиција се одржала. Обилазак је кренуо из Шведске, у музеју у Стокхолму, па онда у Малмоу и Гутенбургу и на крају у Ослоу у Норвешкој.

## Титаник у популарној култури
Након Титаниковог потонућа, већи број новина о трагедији је излазило. Многи филмови су били снимљени, књиге су се писале, музике компоноване, цртане су слике и слично. Па чак и у метафоричком смислу.
Током година је било многих филмова, документараца, документарних драми и ТВ емисија о Титанику. Међу којима су цртани филмови и драме.
Године 1955, Волтер Лорд je написао књигу Ноћ за памћење уз помоћ писама од преживелих који су тад још живели у Америци. Године 1958. по књизи је снимљен истоимени доку-драмски филм. По њему је и Џејмс Камерон био инспирисан да сними свој Титаник тек 1997. године.

## Титаник као културна баштина
Због дивљих ловаца на потонуле бродове и честог узимања предмета, 18. јуна 2004. владе САД, Канаде, Уједињеног Краљевства и Француске договориле су се, да ће се остаци Титаника чувати нетакнути и ту локацију заштити као Музеј на отвореном.
Експедиције до Титаника организоване су са руским батискафом МИР, по цени око 60.000 $. Сам пут до потонулог брода траје око 1 час.
Виолина која је била на Титанику продата је 2013. године на аукцији у Лондону за 1,6 милиона долара.

## Утицај

### Безбедност
Након катастрофе, британски и амерички истражни одбор дали су препоруке у којима се наводи да бродови треба да носе довољно чамаца за спасавање за све на броду, да се спроводе обавезне вежбе чамаца за спасавање, инспекције чамаца за спасавање итд. Многе од ових препорука су укључене у Међународну конвенцију о безбедности живота на мору донету 1914. године. Конвенција је ажурирана периодичним амандманима, са потпуно новом верзијом усвојеном 1974. године. Потписници Конвенције су пратили национално законодавство како би имплементирали нове стандарде. На пример, у Британији су нова „Правила за апарате за спасавање” донели Управни одбор за трговину 8. маја 1914. године, а затим су примењени на састанку британских паробродарских компанија у Ливерпулу у јуну 1914. године.
Додатно, Влада Сједињених Америчких Држава је донела Закон о радију из 1912. Овај закон, заједно са Међународном конвенцијом о безбедности живота на мору, наводи да ће радио комуникације на путничким бродовима радити 24 сата дневно, заједно са секундарним напајањем, како не бисте пропустили позиве у помоћ. Такође, Закон о радију из 1912. захтевао је да бродови одржавају контакт са пловилима у њиховој близини, као и са обалним радио станицама на копну. Поред тога, у Међународној конвенцији о безбедности живота на мору договорено је да се испаљивање црвених ракета са брода мора тумачити као знак потребе за помоћи. Након што је усвојен Закон о радију из 1912. године, договорено је да се ракете на мору тумаче само као сигнали за помоћ, чиме се уклањају све могуће погрешне интерпретације са других бродова. Исте године, Одбор за трговину је изнајмио барку Скоша да делује као метеоролошки брод у Гранд Банку, пазећи на санте леда. Марконијев бежични телеграф је инсталиран у циљу омогућавања комуникације са станицама на обали Лабрадора и Њуфаундленда.
Коначно, катастрофа је довела до формирања и међународног финансирања Међународне патрола за ледене брегове, агенције америчке обалске страже која до данас прати и извештава о локацији ледених брегова који би могли да представљају претњу трансатлантском поморском саобраћају у северном Атлантском океану. Авиони обалске страже врше примарно извиђање. Поред тога, информације се прикупљају са бродова који раде у леденом подручју или пролазе кроз њега. Осим у годинама Првог и Другог светског рата, Међународне патрола за ледене брегове је радила сваке сезоне од 1913. Током тог периода, није забележен ниједан губитак живота или имовине услед судара са сантом леда у области патроле.

### Северна Ирска
Прошло је много деценија пре него што је значај Титаника промовисан у Северној Ирској, где су га саградили Харланд и Волф у Белфасту. Док је остатак света прихватио славу и трагедију Титаника, он је остао табу тема током 20. века у свом „родном” граду. Потонуће је донело огромну тугу и представљало је ударац на понос Белфаста. Његово бродоградилиште је такође било место које су многи католици сматрали непријатељским. У другој половини века, током 30-годишњег сукоба, Титаник је био подсетник на недостатак грађанских права што је делимично допринело Северноирском сукобу. Док је судбина Титаника остала добро позната прича у локалним домаћинствима током 20. века, комерцијална улагања у пројекте који подсећају на наслеђе РМС Титаника су била скромна због ових проблема.
После склапања Споразумс на Велики петак у циљу решавања мировног процеса у Северној Ирској, повећао се број иностраних туриста који посећују Северну Ирску. Касније је у Стратешком оквиру за акцију Туристичког одбора Северне Ирске за 2004–2007. идентификовано да, имајући у виду значај и интересовање за Титаник на глобалном нивоу, (делимично због филма Титаник из 1997.) није у потпуности искоришћено као туристичка атракција. Тако је Титаник Белфаст био предвођен, заједно са неким мањим пројектима, као што је споменик Титанику.
Године 2012. на стогодишњицу брода, отворена је Титаник Белфаст, атракција за посетиоце изграђена на месту бродоградилишта у којем је изграђен Титаник. Била је то друга најпосећенија туристичка атракција Северне Ирске са скоро 700.000 посетилаца у 2016. години.
Упркос томе што су Харланд и Волф изградили преко 1.600 бродова у луци Белфаста, Краљичино острво је 1995. преименовано по свом најпознатијем броду, Титаник Квортер. Некада осетљива прича, Титаник се данас сматра једним од најпоштованијих симбола Северне Ирске.
Крајем августа 2018, неколико група се борило за право куповине 5.500 предмета са Титаника које су биле имовина Прајм Ексухбишнза, банкротиране компаније која организује путујуће изложбе. На крају су се Титаник Белфаст, Титаник Фаундејшн Лимитед и Национални музеји Северне Ирске придружили Националном поморском музеју као конзорцијум који је прикупљао новац за куповину 5.500 артефаката. Група је намеравала да задржи све предмете заједно као један експонат. Океанограф Роберт Балард рекао је да фаворизује ову понуду јер би се тиме осигурало да ће меморабилије бити трајно изложене у Белфасту (где је изграђен Титаник) и у Гриничу. Музеји су били критични према процесу надметања који је одредио стечајни суд у Џексонвилу на Флориди. Минимална понуда за аукцију од 11. октобра 2018. била је 21,5 милиона америчких долара (16,5 милиона фунти) и конзорцијум није имао довољно средстава да испуни тај износ. Дана 17. октобра 2018, Њујорк тајмс је известио да је конзорцијум од три хеџ-фонда — Аполо глобал менаџмент, Алта фундаментал адвајзерс и Пакбриџ капитал партнерс — платио 19,5 милиона долара за наплату.

## Дијаграми и временска линија
Дијаграм РМС Титаник који приказује распоред преграда у црвеној боји. Одељци у инжењеријској зони на дну брода означени су плавом бојом. Називи палуба су наведени са десне стране (почевши од врха на палуби за чамац, идући од А до Ф и завршавајући на доњој палуби на воденој линији). Области оштећења које је направио ледени брег приказане су зеленом бојом. Најмања јединица скале је 10 стопа (3,0m), а њена укупна дужина је 400 стопа (120m).

Поређење Титаника по величини са савременим превозним средством и особом
- 17. септембар 1908: брод наручен.[17]
- 31. мај 1911: брод поринут.[18]
- 1. април 1912: завршено испитивање.[19]
- 10. април, подне: почиње прво путовање. Напушта пристаниште Саутемптона, за длаку избегавши судар са америчким бродом „Њујорк“.[19]
- 10. април, 19.00: стаје у Шербуру како би се укрцали путници.[19]
- 10. април, 21.00: полази из Шербурга за Квинстаун.[19]
- 11. април, 12.30: зауставља се у Квинстауну како би се укрцали путници и преузела пошта.[19]
- 11. април, 14.00: одлази из Квинстауна за Њујорк.[19]
- 14 . април, 23.40: судар са сантом леда (географска ширина 41° 46′ С, географска дужина 50° 14′ З).[20][а]
- 15. април, 00.45: спуштен први чамац, број 7.[21][а]
- 15. април, 02.05: спуштен последњи чамац, Collapsible D.[21][а]
- 15. април, 02.20: потонуће.[21][а]
- 15. април, 03.30–08.50: спасавање преживелих.[21][а]
- 19. април – 25. мај: Америчка истрага.[23]
- 2. мај – 3- јул: Британска истрага.[24]
- 1. септембар 1985: откриће олупине.[25]

## Реплике
Било је неколико предлога и студија за пројекат изградње реплике брода заснованог на оригиналном Титанику. Пројекат јужноафричког бизнисмена Сарела Гауса напуштен је 2006. године, а 2012. најављен је пројекат аустралијског бизнисмена Клајва Палмера, познат као Титаник II.
Кинеска бродоградитељска компанија позната као Вучанг Шипбилдинг Индустри Груп Ко., Лтд  започела је градњу у новембру 2016. како би изградила реплику брода Романдисеа Титаник за употребу у одмаралишту у Сичуану. Брод је требало да садржи многе карактеристике оригинала, као што су плесна дворана, трпезарија, позориште, првокласне кабине, економске кабине и базен. Било је планирано да туристи могу да бораве унутар Титаника током свог боравка у тематском парку. Требало је да буде трајно усидрен у одмаралишту и да садржи аудио-визуелну симулацију потонућа, што је изазвало одређене критике. Међутим, од 2022. године, наводно је био завршен само 25%, а његова веб локација и и интернет презентације су биле угашене.
РМС Олимпик је био братски брод Титаника. Унутрашња декорација трпезарије и великог степеништа били су у идентичном стилу и израдили су их исти мајстори. Велики делови унутрашњости Олимпика су касније продати и сада се налазе у хотелу Вајт Свон у Алнвику, и приказује како је изгледала унутрашњост Титаника.

### Књиге
- Ballard, Robert D. (1987). The Discovery of the Titanic. New York: Warner Books. ISBN 978-0-446-51385-2.
- Barczewski, Stephanie (2006). Titanic: A Night Remembered. London: Hambledon Continuum. ISBN 978-1-85285-500-0.
- Barratt, Nick (2009). Lost Voices From the Titanic: The Definitive Oral History. London: Random House. ISBN 978-1-84809-151-1.
- Bartlett, W. B. (2011). Titanic: 9 Hours to Hell, the Survivors' Story. Stroud, Gloucestershire: Amberley Publishing. ISBN 978-1-4456-0482-4.
- Beveridge, Bruce; Hall, Steve (2004). Olympic & Titanic: The Truth Behind the Conspiracy. Haverford, Pennsylvania: Infinity Publishing. ISBN 978-0-7414-1949-1. Приступљено 15. 10. 2020.
- Beveridge, Bruce (2008). Titanic—The Ship Magnificent Volume One: Design & Construction. Stroud: The History Press. ISBN 978-0-7524-4606-6.
- Beveridge, Bruce; Hall, Steve (2011). „Description of the ship”.  Ур.: Halpern, Samuel. Report into the Loss of the SS Titanic: A Centennial Reappraisal. Stroud, UK: The History Press. ISBN 978-0-7524-6210-3.
- Brewster, Hugh; Coulter, Laurie (1998). 882½ Amazing Answers to your Questions about the Titanic. Madison Press Book. ISBN 978-0-590-18730-5.
- Butler, Daniel Allen (1998). Unsinkable: the full story of the RMS Titanic. Mechanicsburg, PA: Stackpole Books. ISBN 978-0-8117-1814-1.
- Butler, Daniel Allen (2002) [1998]. Unsinkable: the full story of the RMS Titanic. USA: Da Capo Press. ISBN 978-0-306-81110-4.
- Chernow, Ron (2010). The House of Morgan: An American Banking Dynasty and the Rise of Modern Finance. New York: Grove Press. ISBN 978-0-8021-4465-2. Приступљено 15. 10. 2020.
- Chirnside, Mark (2004). The Olympic-class Ships: Olympic, Titanic, Britannic. Stroud, England: Tempus. ISBN 978-0-7524-2868-0. Приступљено 15. 10. 2020.
- Crosbie, Duncan; Mortimer, Sheila (2006). Titanic: The Ship of Dreams. New York, NY: Orchard Books. ISBN 978-0-439-89995-6.
- Eaton, John P.; Haas, Charles A. (1987). Titanic: Destination Disaster: The Legends and the Reality. Wellingborough, UK: Patrick Stephens. ISBN 978-0-00-732164-3.
- Eaton, John P.; Haas, Charles A. (1994). Titanic: Triumph and Tragedy. Wellingborough, UK: Patrick Stephens. ISBN 978-1-85260-493-6.
- Eaton, John P.; Haas, Charles A. (1995). Titanic: Triumph and Tragedy. New York: W.W. Norton & Company. ISBN 978-0-393-03697-8.
- Gill, Anton (2010). Titanic : the real story of the construction of the world's most famous ship. Channel 4 Books. ISBN 978-1-905026-71-5.
- Halpern, Samuel (2011). „Account of the Ship's Journey Across the Atlantic”.  Ур.: Halpern, Samuel. Report into the Loss of the SS Titanic: A Centennial Reappraisal. Stroud, UK: The History Press. ISBN 978-0-7524-6210-3.
- Halpern, Samuel; Weeks, Charles (2011). „Description of the Damage to the Ship”.  Ур.: Halpern, Samuel. Report into the Loss of the SS Titanic: A Centennial Reappraisal. Stroud, UK: The History Press. ISBN 978-0-7524-6210-3.
- Heyer, Paul (2012). Titanic Century: Media, Myth, and the Making of a Cultural Icon. Santa Barbara, CA: ABC-CLIO. ISBN 978-0-313-39815-5.
- Howells, Richard (1999). The Myth of the Titanic. United Kingdom: MacMillan Press. ISBN 978-0-333-72597-9.
- Hutchings, David F.; de Kerbrech, Richard P. (2011). RMS Titanic 1909–12 (Olympic Class): Owners' Workshop Manual. Sparkford, Yeovil: Haynes. ISBN 978-1-84425-662-4.
- Landau, Elaine (2001). Heroine of the Titanic: The Real Unsinkable Molly Brown. Houghton Mifflin Harcourt. стр. 22—23. ISBN 978-0-395-93912-3. Приступљено 15. 10. 2020.
- Lord, Walter (1976). A Night to Remember. London: Penguin Books. ISBN 978-0-14-004757-8.
- Lord, Walter (1997) [1955]. A Night to Remember (3rd изд.). New York: Henry Holt and Company. ISBN 978-0-553-27827-9.
- Lord, Walter (2005) [1955]. A Night to Remember. New York: St. Martin's Griffin. ISBN 978-0-8050-7764-3.
- Lynch, Don (1992). Titanic: An Illustrated History. New York: Hyperion. ISBN 978-1-56282-918-6.
- Maniera, Leyla (2003). Christie's Century of Teddy Bears. London: Pavilion. ISBN 978-1-86205-595-7.
- McCarty, Jennifer Hooper; Foecke, Tim (2012) [2008]. What Really Sank The Titanic – New Forensic Evidence. New York: Citadel. ISBN 978-0-8065-2895-3.
- McCluskie, Tom (1998). Anatomy of the Titanic. London: PRC Publishing. ISBN 978-1-85648-482-4.
- Merideth, Lee W. (2003). 1912 Facts About Titanic. Sunnyvale, CA: Rocklin Press. ISBN 978-0-9626237-9-0.
- Mowbray, Jay Henry (1912). Sinking of the Titanic. Harrisburg, PA: The Minter Company. OCLC 9176732.
- Parisi, Paula (1998). Titanic and the Making of James Cameron. New York: Newmarket Press. ISBN 978-1-55704-364-1.
- Piouffre, Gérard (2009). Le Titanic ne répond plus (на језику: француски). Larousse. ISBN 978-2-263-02799-4.
- Rasor, Eugene L. (2001). The Titanic: historiography and annotated bibliography. Westport, CT: Greenwood Publishing Group. ISBN 978-0-313-31215-1.
- Spignesi, Stephen J. (1998). The Complete Titanic: From the Ship's Earliest Blueprints to the Epic Film. Secaucus, New Jersey: Birch Lane Press. ISBN 978-1-55972-483-8.
- Spignesi, Stephen J. (2012). The Titanic For Dummies. Hoboken, NJ: John Wiley & Sons. ISBN 978-1-118-20651-5.
- Verhoeven, John D. (2007). Steel Metallurgy for the Non-Metallurgist. Materials Park, OH: ASM International. ISBN 978-0-87170-858-8.
- Ward, Greg (2012). The Rough Guide to the Titanic. London: Rough Guides Ltd. ISBN 978-1-4053-8699-9.

### Часописи и новински чланци
- Broad, William J. (8. 4. 1997). „Toppling Theories, Scientists Find 6 Slits, Not Big Gash, Sank Titanic”. The New York Times. Архивирано из оригинала 31. 8. 2020. г. Приступљено 5. 11. 2011.
- Broad, William J. (15. 4. 2008). „In Weak Rivets, a Possible Key to Titanic's Doom”. The New York Times. Архивирано из оригинала 31. 8. 2020. г. Приступљено 13. 3. 2012.
- Canfield, Clarke (8. 3. 2012). „Full Titanic site mapped for 1st time”. The Associated Press. Архивирано из оригинала 2. 1. 2013. г. Приступљено 9. 3. 2012.
- Felkins, Katherine; Leighly, HP; Jankovic, A (1998), „The Royal Mail Ship Titanic: Did a Metallurgical Failure Cause a Night to Remember?”, JOM, 50 (1): 12—18, Bibcode:1998JOM....50a..12F, ISSN 1047-4838, S2CID 109593098, doi:10.1007/s11837-998-0062-7, Архивирано из оригинала 30. 6. 2018. г., Приступљено 10. 1. 2015
- Foecke, Tim (26. 9. 2008). „What really sank the Titanic?”. Materials Today. Elsevier. 11 (10): 48. doi:10.1016/s1369-7021(08)70224-4 . Архивирано из оригинала 31. 8. 2020. г. Приступљено 4. 3. 2012.
- Ryan, Paul R. (Winter 1985—1986). „The Titanic Tale”. Oceanus. 4 (28). Проверите вредност парамет(а)ра за датум: |date= (помоћ)
- „New Titanic Belfast complex opens”. BBC News. 31. 3. 2012. Архивирано из оригинала 6. 1. 2021. г. Приступљено 9. 4. 2012.
- „Is this the last chance to see the Titanic?”. BBC News. 2. 10. 2018. Архивирано из оригинала 6. 1. 2021. г. Приступљено 9. 1. 2020.

### Истраге
- „Report on the Loss of the "Titanic." (s.s.)”. British Wreck Commissioner's Inquiry, Final Report (Watertight Compartments). 30. 7. 1912. Архивирано из оригинала 3. 1. 2014. г. Приступљено 14. 4. 2012.
- Mersey, Lord (1999) [1912]. The Loss of the Titanic, 1912. The Stationery Office. ISBN 978-0-11-702403-8.